# 埃尔纳古勒姆县
埃尔纳古勒姆县是印度喀拉拉邦的一個縣，位於該國西南部。該縣全境面積為3,068平方公里，2011年人口達3,279,860人，人口密度為每平方公里1,069人，總體識字率達95.68%。縣名取自邦內最大城市科契的埃尔纳古勒姆中央商業區。

## 外部連結
- 官方网站
- List Of Blocks in Ernakulam